# 35237 Матцнер
35237 Матцнер (35237 Matzner) — астероїд головного поясу, відкритий 23 серпня 1995 року.
Тіссеранів параметр щодо Юпітера — 3,290.